# Lasse Ottesen
Lasse Ingier Ottesen (Aurskog-Høland, 8 aprile 1974) è un allenatore di sci nordico ed ex saltatore con gli sci norvegese.

## Biografia

### Carriera sciistica
Nato a Aurskog di Aurskog-Høland, in Coppa del Mondo esordì il 13 marzo 1991 a Trondheim (16°), ottenne il primo podio il 6 dicembre 1992 a Falun (2°) e l'unica vittoria il 25 novembre 2000 a Kuopio.
In carriera prese parte a tre edizioni dei Giochi olimpici invernali, Albertville 1992 (45° nel trampolino normale, 45° nel trampolino lungo, 7° nella gara a squadre), Lillehammer 1994 (2° nel trampolino normale, 6° nel trampolino lungo, 4° nella gara a squadre) e Nagano 1998 (10° nel trampolino lungo, 4° nella gara a squadre), a quattro dei Campionati mondiali (4° nel trampolino lungo a Thunder Bay 1995 il miglior risultato) e a quattro dei Mondiali di volo (5° a Planica 1994 e Oberstdorf 1998 i migliori risultati).

### Carriera da allenatore
Dopo il ritiro divenne allenatore di salto della squadra di combinata nordica della nazionale norvegese; nel 2004 passò, con lo stesso incarico, alla nazionale statunitense, per diventarne capo allenatore nel 2006. Nel 2008 divenne co-allenatore dei saltatori norvegesi.

## Palmarès

### Olimpiadi
- 1 medaglia:
  - 1 argento (trampolino normale a Lillehammer 1994)

### Mondiali juniores
- 1 medaglia:
  - 1 argento (gara a squadre a Vuokatti 1992)

### Coppa del Mondo
- Miglior piazzamento in classifica generale: 9º nel 1994
- 14 podi (9 individuali, 5 a squadre):
  - 1 vittoria (a squadre)
  - 4 secondi posti (3 individuali, 1 a squadre)
  - 9 terzi posti (6 individuali, 3 a squadre)

#### Coppa del Mondo - vittorie
| Data             | Località | Nazione   | Trampolino                                                              |
| ---------------- | -------- | --------- | ----------------------------------------------------------------------- |
| 25 novembre 2000 | Kuopio   | Finlandia | Puijo K120 (con Roar Ljøkelsøy, Olav Magne Dønnem e Tommy Ingebrigtsen) |

#### Nordic Tournament
- 1 podio di tappa[1]:
  - 1 terzo posto